# Kanton Le Nord-Gironde
 Le Nord-Gironde  is een kanton van het Franse departement Gironde. Het kanton maakt deel uit van de arrondissementen Blaye (26) en Libourne (2). Het telt 52.439  inwoners in 2018.
Het kanton  werd gevormd ingevolge het decreet van 20  februari 2014 met uitwerking op 22 maart 2015 met Saint-André-de-Cubzac als hoofdplaats.

## Gemeenten
Het kanton omvatte bij zijn oprichting 28 gemeenten.
Door de samenvoeging op 1 januari 2016 van de gemeenten Aubie-et-Espessas, Saint-Antoine en Salignac tot de fusiegemeente (commune nouvelle) Val de Virvée omvat het kanton sindsdien volgende gemeenten:
- Cavignac
- Cézac
- Civrac-de-Blaye
- Cubnezais
- Cubzac-les-Ponts
- Donnezac
- Gauriaguet
- Générac
- Laruscade
- Marcenais
- Marsas
- Périssac
- Peujard
- Saint-André-de-Cubzac
- Saint-Christoly-de-Blaye
- Saint-Genès-de-Fronsac
- Saint-Gervais
- Saint-Girons-d'Aiguevives
- Saint-Laurent-d'Arce
- Saint-Mariens
- Saint-Savin
- Saint-Vivien-de-Blaye
- Saint-Yzan-de-Soudiac
- Saugon
- Val de Virvée
- Virsac